# Округ Фејет (Индијана)
Округ Фејет (енгл. Fayette County) је округ у америчкој савезној држави Индијана.

## Демографија
По попису из 2010. године број становника је 24.277, што је 1.311 (-5,1%) становника мање 2000. године.
| Група             | 2000.          | 2010.          |
| Белци             | 24.773 (96,8%) | 23.392 (96,4%) |
| Афроамериканци    | 428 (1,7%)     | 322 (1,3%)     |
| Азијати           | 69 (0,3%)      | 81 (0,3%)      |
| Хиспаноамериканци | 132 (0,5%)     | 223 (0,9%)     |
| Укупно            | 25.588         | 24.277         |